# Richard Dawson (musicista)
Richard Dawson (...) è un musicista e chitarrista britannico.
Il suo album Nothing Important è stato definito un "folk notevolmente originale" da Michael Hann su The Guardian.

## Biografia
Cresciuto a Newcastle, è stato influenzato da Mike Patton, dal Qawwali, un tipo di musica devota Sufi, dal chitarrista keniano Henry Makobi e da Mike Waterson. La sua musica è stata descritta spesso come molto simile a quella di Captain Beefheart; altri riferimenti che sono stati fatti sono Syd Barrett, Derek Bailey, Jandek e Kevin Coyne.

## Discografia
- Richard Dawson Sings Songs and Plays Guitar (2005, Downbeat Records)
- Motherland (2008, Pink Triangle)
- Dawson May Jazzfinger Clay (con Nev Clay, Ally May e Jazzfinger, 2009, Pink Triangle)
- The Magic Bridge (2011, Pink Triangle)
- The Glass Trunk (2013, Richie's Own Label, Wipe Out Music Ltd.)
- Nothing Important (2014, Weird World)
- Peasant (2017, Weird World)
- Henki (2021)
- The Ruby Cord (2022)